# Stanisław Hodorowicz
Stanisław Andrzej Hodorowicz (ur. 9 marca 1941 w Bukowinie Tatrzańskiej) – polski naukowiec, chemik, profesor, wykładowca akademicki, a także badacz gwary podhalańskiej. Senator VIII kadencji.

## Życiorys
Ukończył w 1970 studia na Uniwersytecie Jagiellońskim. Uzyskał następnie stopnie doktora i doktora habilitowanego, a w 1987 tytuł profesora nauk chemicznych. Specjalizuje się w fizykochemii ciała stałego oraz w krystalografii. Zawodowo związany głównie z UJ, gdzie został profesorem zwyczajnym i kierownikiem Zakładu Krystalochemii i Krystalofizyki na Wydziale Chemii. Od 1996 do 1999 pełnił funkcję prorektora Uniwersytetu Jagiellońskiego ds. badań.
Był jednym z inicjatorów powołania i organizatorem utworzonej w 2001 Podhalańskiej Państwowej Wyższej Szkole Zawodowej w Nowym Targu. Objął na tej uczelni stanowisko rektora. Został też zastępcą przewodniczącego Komitetu Krystalografii w PAN. Wykładał na Akademii Górniczo-Hutniczej w Krakowie oraz na Akademii Świętokrzyskiej w Kielcach. Przewodniczył radzie Fundacji dla Uniwersytetu Jagiellońskiego.
Związany z Podhalem. Poza publikacjami z zakresu chemii jest autorem także m.in. Słownika gwary górali Skalnego Podhala, zawierającego około 22,5 tys. haseł. Otrzymał tytuł honorowego obywatela Nowego Targu i honorowe członkostwo w Związku Podhalan. Odznaczony m.in. Medalem Komisji Edukacji Narodowej.
W 2001 bez powodzenia ubiegał się o mandat senatora jako bezpartyjny kandydat zgłoszony przez PSL. W wyborach w 2011 jako bezpartyjny kandydat Komitetu Wyborczego Platformy Obywatelskiej otrzymał 45 938 głosów i uzyskał mandat senatora VIII kadencji. Do PO wstąpił w marcu 2013. W 2015 nie został wybrany na kolejną kadencję Senatu.

## Wybrane publikacje
Chemia
- Mikroelektroniczne grubowarstwowe sensory fizyczne i chemiczne (współredaktor), Wyd. UJ, Kraków 1999

Podhale
- Słownik gwary górali Skalnego Podhala, Wyd. Podhalańskiej PWSZ, Nowy Targ 2004
- Podholańskie porzykadła i pogworki maści wselijakiej ku cłeka zadumie i wesołości dane, Wyd. Podhalańskiej PWSZ, Nowy Targ 2006
- Dumacki czyli Myśli po góralsku dane, Wyd. Podhalańskiej PWSZ, Nowy Targ 2008
- Podhalańców myśli wyszukane, Wyd. Podhalańskiej PWSZ, Nowy Targ 2011